# Dioscore ancyla
Dioscore ancyla är en fjärilsart som beskrevs av Louis Beethoven Prout 1924. Dioscore ancyla ingår i släktet Dioscore och familjen mätare. Inga underarter finns listade i Catalogue of Life.